# Izabella Rejduch-Samkowa
Izabella Rejduch-Samkowa (ur. 2 lutego 1927 w Krakowie, zm. 10 lutego 2021 tamże)  – polska historyk sztuki, głównie w zakresie historii sztuki żydowskiej w Polsce.

## Życiorys
Studia w Zakładzie Historii Sztuki Uniwersytetu Jagiellońskiego ukończyła w 1955 r. W 1980 r. uzyskała stopień doktora historii sztuki za pracę Judaistyczne rzemiosło artystyczne czasów nowożytnych do 1939 roku (Instytut Sztuki PAN w Warszawie).
Już w czasie studiów podjęła pracę w Państwowych Zbiorach Sztuki na Wawelu w Dziale Naukowo–Oświatowym oraz inwentaryzacje zabytków miasta Krakowa (teksty autorskie i redakcyjne). Wspólnie z mężem Janem Samkiem zredagowała Katalog Zabytków dawnego Województwa Katowickiego (w sumie ukazało się 14 zeszytów). 
Od 1968 roku pracowała w Instytucie Sztuki PAN w Warszawie, a później w Pracowni Inwentaryzacji Zabytków Miasta Krakowa. W 1969 roku rozpoczęła pracę w Muzeum Historycznym Miasta Krakowa. Jako komisarz naukowy przygotowała kilka wystaw, m.in. Stanisław Tondos, malarz krakowskich zaułków (1970), Motywy krakowskie w twórczości Juliusza, Wojciecha i Jerzego Kossaków (1971), Medale francuskie (1971). 
W 1971 r. powierzono jej kierowanie Oddziałem Muzeum Historycznego w Starej Bóżnicy na Kazimierzu, gdzie w czerwcu 1974 roku urządziła pierwszą po II wojnie światowej wystawę zabytków sztuki żydowskiej w Polsce: Żydowskie rzemiosło artystyczne od XVII wieku do 1939 roku.
Od 1986 r. prowadziła pierwsze na Uniwersytecie Jagiellońskim wykłady i konwersatoria z historii sztuki żydowskiej w Zakładzie Historii i Kultury Żydów Polskich UJ.
Opublikowała 136 prac naukowych, m.in.: Polskie srebra synagogalne, Chanuka łańcucka, Dawna sztuka żydowska w Polsce (z J. Samkiem). Jako pierwsza podjęła badania nad rozwojem kolekcjonerstwa i muzealnictwa żydowskiego w Polsce.
Uhonorowana Nagrodą Zbiorowa I Stopnia Prezesa Rady Ministrów oraz nagrodami Rady Narodowej m. Krakowa. Odznaczona Złotymi Odznakami "Za Pracę Społeczną dla Miasta Krakowa" (1985), "Za Zasługi dla Ziemi krakowskiej" oraz Medalem Państwa Izrael (1979).
W 2014 została odznaczona Srebrnym Medalem „Zasłużony Kulturze Gloria Artis”.